# 夫婦 (1978年のテレビドラマ)
『夫婦』（ふうふ）は、1978年5月7日から1978年6月25日までNHK総合テレビジョンの「ドラマ人間模様」で放送されたテレビドラマ。

## 概要
第16回ギャラクシー賞・選奨受賞作品。
放送ライブラリーでは第1回が公開。

## 出演
- 高村伸枝 - 山岡久乃
- 高村勝利 - 芦田伸介
- 高村清人 - 篠田三郎
- 高村弘子 - 秋野暢子
- 正兼 - 川部修詩
- 美代 - 文野朋子
- 洋治 - 瀬戸山秀樹
- 直治 - 吉田太門
- つぎ - 村瀬幸子
- 公男 - 犬塚弘
- 邦子 - 真屋順子
- 峯子 - 泉ピン子
- 宗則 - 入川保則
- 聡 - キーズ康雄
- みどり - 小林久子
- 昭人 - 村野武範
- 悠子 - 音無美紀子
- 健 - 山越正樹
- 大造 - 久米明
- 菊子 - 関京子
- 久子 - 結城美栄子
- 晴彦 - 角野卓造
- 平造 - 西島悌四郎
- たき - 東郷晴子

## スタッフ
- 作 - 橋田壽賀子[2]
- 音楽 - 林光[2]
- 演奏 - 西村ユリ[2]
- 制作 - 小林猛[2]
- 美術 - 富樫直人[2]
- 技術 - 安藤和夫[2]
- 効果 - 大八木健治[2]
- 演出 - 清水満[2]

## 視聴率
- 第1回 17.9%
- 第2回 22.3%
- 第3回 22.2%
- 第4回 23.8%
- 第5回 29.6%
- 第6回 31.6%
- 第7回 28.8%
- 最終回 34.8%。

出典。